# Canton de Châteauneuf-sur-Loire
Le canton de Châteauneuf-sur-Loire est une circonscription électorale française du département du Loiret en région Centre-Val de Loire.
Le canton est créé sous la Révolution française en 1790, il porte à l'origine le nom de canton de Châteauneuf et comporte trois communes.
Le canton de Châteauneuf absorbe celui de Vitry-aux-Loges et ses sept communes à la suite du redécoupage de 1801 sous le Consulat.
Deux communes l'agrandissent en 1806 sous le Premier Empire à la suite du démantèlement du canton de Chécy.
Les redécoupages des arrondissements intervenus en 1926 et 1942 n'ont pas affecté le canton de Châteauneuf-sur-Loire, rattaché depuis 1800 (an VIII) à l'arrondissement d'Orléans.
À la suite du redécoupage cantonal de 2014, les limites territoriales du canton sont remaniées. Le nombre de communes du canton passe de 12 à 14.

## Histoire
Le canton est créé le 10 février 1790 sous la Révolution française. Il est alors inclus dans le district d'Orléans.
À la création des arrondissements, le canton de Châteauneuf est rattaché à l'arrondissement d'Orléans.
À la suite du redécoupage de 1801 sous le Consulat, le canton de Vitry-aux-Loges est supprimé et toutes ses communes (Bouzy-la-Forêt, Châtenoy, Combreux, Saint-Aignan-des-Gués, Seichebrières, Sury-aux-Bois et Vitry-aux-Loges)  sont reversées dans le canton de Châteauneuf.
Sous le Premier Empire, selon le décret impérial du 21 août 1806 intitulé « décret contenant rectification de plusieurs Cantons dont sont composés les Justices de paix du département du Loiret », le périmètre du canton de Châteauneuf-sur-Loire est modifié en intégrant les communes de Fay-aux-Loges et Saint-Denis-de-l'Hôtel issues du canton de Chécy, supprimé.
Un nouveau découpage territorial du Loiret entre en vigueur à l'occasion des premières élections départementales suivant le décret du 25 février 2014. Les conseillers départementaux sont, à compter de ces élections, élus au scrutin majoritaire binominal mixte. Les électeurs de chaque canton élisent au Conseil départemental, nouvelle appellation du Conseil général, deux membres de sexe différent, qui se présentent en binôme de candidats. Les conseillers départementaux sont élus pour 6 ans au scrutin binominal majoritaire à deux tours, l'accès au second tour nécessitant 12,5 % des inscrits au 1er tour. En outre la totalité des conseillers départementaux est renouvelée. Ce nouveau mode de scrutin nécessite un redécoupage des cantons dont le nombre est divisé par deux avec arrondi à l'unité impaire supérieure si ce nombre n'est pas entier impair, assorti de conditions de seuils minimaux. Dans le Loiret, le nombre de cantons passe ainsi de 41 à 21. Le nombre de communes du canton de Châteauneuf-sur-Loire passe de 12 à 14.
À compter de mars 2015, le canton de Châteauneuf-sur-Loire est formé de communes des anciens cantons de Châteauneuf-sur-Loire (9 communes), de Jargeau (2 communes), de Chécy (1 commune) et de Neuville-aux-Bois (2 communes). Il est entièrement inclus dans l'arrondissement de Orléans. Le bureau centralisateur est situé à Châteauneuf-sur-Loire.

### Communes ayant appartenu ou appartenant au canton
| Nom                    | Année d'intégration | Canton précédent  | Année de sortie | Canton suivant  |
| ---------------------- | ------------------- | ----------------- | --------------- | --------------- |
| Bouzy-la-Forêt         | 1801                | Vitry-aux-Loges   | -               | -               |
| Châteauneuf-sur-Loire  | 1790                | -                 | -               | -               |
| Châtenoy               | 1801                | Vitry-aux-Loges   | 2015            | Lorris          |
| Combreux               | 1801                | Vitry-aux-Loges   | -               | -               |
| Darvoy                 | 2015                | Jargeau           | -               | -               |
| Donnery                | 2015                | Chécy             | -               | -               |
| Fay-aux-Loges          | 1806                | Chécy             | -               | -               |
| Germigny-des-Prés      | 1790                | -                 | 2015            | Sully-sur-Loire |
| Ingrannes              | 2015                | Neuville-aux-Bois | -               | -               |
| Jargeau                | 2015                | Jargeau           | -               | -               |
| Saint-Aignan-des-Gués  | 1801                | Vitry-aux-Loges   | 2015            | Sully-sur-Loire |
| Saint-Denis-de-l'Hôtel | 1806                | Chécy             | -               | -               |
| Saint-Martin-d'Abbat   | 1790                | -                 | -               | -               |
| Seichebrières          | 1801                | Vitry-aux-Loges   | -               | -               |
| Sully-la-Chapelle      | 2015                | Neuville-aux-Bois | -               | -               |
| Sury-aux-Bois          | 1801                | Vitry-aux-Loges   | -               | -               |
| Vitry-aux-Loges        | 1801                | Vitry-aux-Loges   | -               | -               |

## Représentation

### Conseillers généraux successifs (1833-2015)
| Période                                  | Période      | Identité                                         | Étiquette        | Qualité |
| ---------------------------------------- | ------------ | ------------------------------------------------ | ---------------- | --- |
| 10 novembre 1833                         | 1845         | Zozime Guérin                                    |                  | Maire de Châteauneuf-sur-Loire |
| 16 novembre 1845                         | 1876 (décès) | François Ernest Bobée                            |                  | Propriétaire, agriculteur Propriétaire du château de Chenailles à Saint-Denis-de-l'Hôtel |
| 26 mars 1876                             | 1886 (décès) | Eugène Migneron (1810-1886)                      | Républicain      | Avocat à la Cour d'appel Maire de Châteauneuf-sur-Loire |
| 1er août 1886                            | 1926 (décès) | Albert Viger                                     | Rad.             | Médecin Maire de Châteauneuf-sur-Loire Député du Loiret (1885-1900) Sénateur du Loiret (1900-1920) Ministre de l'Agriculture (janvier 1893-janvier 1895 puis novembre 1895-avril 1896 puis juin 1898-juin 1899) |
| 1926                                     | 1940         | Henri Brinon                                     | Rad.             | Médecin Maire de Châteauneuf-sur-Loire, conseiller d'arrondissement |
|                                          |              | Seconde Guerre mondiale                          |                  | |
| 1943                                     | 1945         | Louis de La Rochefoucauld d'Estissac (1885-1950) |                  | Maire de Combreux Nommé conseiller départemental en 1943 |
|                                          |              |                                                  |                  | |
| 1945                                     | 1973         | Claude Lemaître-Basset                           | Radical puis DVG | Industriel Secrétaire d'État (1951-1952) Sénateur du Loiret (1948-1955) Maire de Châteauneuf-sur-Loire Président du conseil général du Loiret (1961-1964)                                                       |
| 1973                                     | 1998         | Pierre Fontenoy                                  | CD puis UDF-CDS  | Négociant Maire de Châteauneuf-sur-Loire |
| 1998                                     | 2011         | Daniel Mériau                                    | RPR puis UMP     | Chef d'entreprise Maire de Fay-aux-Loges Vice-Président du conseil général du Loiret |
| 2011                                     | 2015         | Anne Besnier                                     | PS               | Ingénieur - Entrepreneur Maire de Fay-aux-Loges (2001-2014) |
| Les données manquantes sont à compléter. |              |                                                  |                  | |

#### Résultats électoraux détaillés
- Élections cantonales de 2004 : Daniel Meriau (UMP) est élu au 2e tour avec 43,99 % des suffrages exprimés, devant François Daubin (Divers gauche) (40,25 %) et J.-Noël Castelain (FN) (15,76 %). Le taux de participation est de 66,79 % (8 849 votants sur 13 249 inscrits)[13].
- Élections cantonales de 2011 : Anne Besnier (PS) est élue au 2e tour avec 52,01 % des suffrages exprimés, devant Jean-Pierre Garnier (MPF) (47,99 %). Le taux de participation est de 45,72 % (6 636 votants sur 14 515 inscrits)[14].

### Conseillers d'arrondissement (de 1833 à 1940)
| Période                                  | Période | Identité                    | Étiquette | Qualité |
| ---------------------------------------- | ------- | --------------------------- | --------- | --- |
| 1833                                     | ap.1852 | M. Desbois                  |           | Propriétaire à Châteauneuf-sur-Loire                                                                        |
|                                          |         |                             |           | |
| 1877                                     |         | Antony Chipault (1833-1898) |           | Officier de santé à Châteauneuf-sur-Loire, interne des Hôpitaux de Paris                                    |
|                                          |         |                             |           | |
| 1919                                     | 1926    | Henri Brinon                | Rad.      | Médecin, ancien maire de Châteauneuf-sur-Loire                                                              |
|                                          | 1940    | Louis Chailloux             | Rad.      | Négociant, maire de Châteauneuf-sur-Loire                                                                   |
| 1940                                     |         |                             |           | Les conseils d'arrondissement ont été suspendus par la loi du 12 octobre 1940 et n'ont jamais été réactivés |
| Les données manquantes sont à compléter. |         |                             |           | |

### Conseillers départementaux depuis 2015
| Période élective | Période élective | Mandat | Mandat   | Identité        | Nuance | Nuance | Qualité                                                                                                  |
| ---------------- | ---------------- | ------ | -------- | --------------- | ------ | ------ | --- |
| 2015             | 2021             | 2015   | 2021     | Florence Galzin |        | DVD    | Fonctionnaire territoriale, maire de Châteauneuf-sur-Loire 9ème Vice-Présidente du Conseil départemental |
| 2015             | 2021             | 2015   | 2021     | Philippe Vacher |        | LR     | Agriculteur-éleveur, maire de Seichebrières                                                              |
| 2021             | 2028             | 2021   | en cours | Florence Galzin |        | DVD    | Conseillère sortante                                                                                     |
| 2021             | 2028             | 2021   | en cours | Philippe Vacher |        | LR     | Conseiller sortant                                                                                       |

### Résultats détaillés

#### Élections de mars 2015
À l'issue du 1er tour des élections départementales de 2015, trois binômes sont en ballottage : Florence Galzin et Philippe Vacher (Union de la Droite, 33,29 %), Charles De Gevigney et Marie-Thèrese Guilbert (FN, 31,8 %) et Anne Besnier et Nicolas Charnelet (Union de la Gauche, 28,02 %). Le taux de participation est de 52,66 % (11 302 votants sur 21 461 inscrits) contre 49,98 % au niveau départemental et 50,17 % au niveau national.
Au second tour, Florence Galzin et Philippe Vacher (Union de la Droite) sont élus avec 38,91 % des suffrages exprimés et un taux de participation de 55,4 % (4 473 voix pour 11 889 votants et 21 461 inscrits).

#### Élections de juin 2021
Le premier tour des élections départementales de 2021 est marqué par un très faible taux de participation (33,26 % au niveau national). Dans le canton de Châteauneuf-sur-Loire, ce taux de participation est de 34,73 % (7 679 votants sur 22 109 inscrits) contre 32,6 % au niveau départemental. À l'issue de ce premier tour, deux binômes sont en ballottage : Florence Galzin et Philippe Vacher (LR, 51,53 %) et Mary Leclerc et Jean-Pierre Templier (RN, 20,54 %).
Le second tour des élections est marqué une nouvelle fois par une abstention massive équivalente au premier tour. Les taux de participation sont de 34,36 % au niveau national, 32,79 % dans le département et 34,09 % dans le canton de Châteauneuf-sur-Loire. Florence Galzin et Philippe Vacher (LR) sont élus avec 76,45 % des suffrages exprimés (5 281 voix pour 7 539 votants et 22 116 inscrits),,. 

## Composition

### Composition avant 2015

Situation du canton de Châteauneuf-sur-Loire dans le département du Loiret avant 2015.

Avant son extension, le canton de Châteauneuf-sur-Loire, d'une superficie de 317,41 km2, était composé de douze communes
.
| Nom                               | Code Insee | Codepostal | Superficie (km2) | Population (dernière pop. légale) | Densité (hab./km2) |
| --------------------------------- | ---------- | ---------- | ---------------- | --------------------------------- | ------------------ |
| Châteauneuf-sur-Loire (chef-lieu) | 45082      | 45110      | 40,01            | 7 926 (2012)                      | 198                |
| Bouzy-la-Forêt                    | 45049      | 45460      | 37,47            | 1 230 (2012)                      | 33                 |
| Châtenoy                          | 45084      | 45260      | 25,84            | 441 (2012)                        | 17                 |
| Combreux                          | 45101      | 45530      | 12,67            | 256 (2012)                        | 20                 |
| Fay-aux-Loges                     | 45142      | 45450      | 26,48            | 3 471 (2012)                      | 131                |
| Germigny-des-Prés                 | 45153      | 45110      | 9,78             | 751 (2012)                        | 77                 |
| Saint-Aignan-des-Gués             | 45267      | 45460      | 3,84             | 344 (2012)                        | 90                 |
| Saint-Denis-de-l'Hôtel            | 45273      | 45550      | 25,45            | 2 932 (2012)                      | 115                |
| Saint-Martin-d'Abbat              | 45290      | 45110      | 38,97            | 1 695 (2012)                      | 43                 |
| Seichebrières                     | 45305      | 45530      | 14,84            | 188 (2012)                        | 13                 |
| Sury-aux-Bois                     | 45316      | 45530      | 38,00            | 782 (2012)                        | 21                 |
| Vitry-aux-Loges                   | 45346      | 45530      | 44,06            | 1 900 (2012)                      | 43                 |

### Composition à partir de 2015
Le canton de Châteauneuf-sur-Loire tel qu'il est défini depuis mars 2015 comprend quatorze communes entières.
| Nom                                           | Code Insee | Intercommunalité | Superficie (km2) | Population (dernière pop. légale) | Densité (hab./km2) | Modifier                                    |
| --------------------------------------------- | ---------- | ---------------- | ---------------- | --------------------------------- | ------------------ | ------------------------------------------- |
| Châteauneuf-sur-Loire (bureau centralisateur) | 45082      | CC des Loges     | 40,01            | 8 470 (2022)                      | 212                | modifier les données · modifier les données |
| Bouzy-la-Forêt                                | 45049      | CC des Loges     | 37,47            | 1 231 (2022)                      | 33                 | modifier les données · modifier les données |
| Combreux                                      | 45101      | CC des Loges     | 12,67            | 270 (2022)                        | 21                 | modifier les données · modifier les données |
| Darvoy                                        | 45123      | CC des Loges     | 8,58             | 1 905 (2022)                      | 222                | modifier les données · modifier les données |
| Donnery                                       | 45126      | CC des Loges     | 21,77            | 2 833 (2022)                      | 130                | modifier les données · modifier les données |
| Fay-aux-Loges                                 | 45142      | CC des Loges     | 26,48            | 3 846 (2022)                      | 145                | modifier les données · modifier les données |
| Ingrannes                                     | 45168      | CC des Loges     | 38,98            | 543 (2022)                        | 14                 | modifier les données · modifier les données |
| Jargeau                                       | 45173      | CC des Loges     | 14,66            | 4 636 (2022)                      | 316                | modifier les données · modifier les données |
| Saint-Denis-de-l'Hôtel                        | 45273      | CC des Loges     | 25,45            | 3 057 (2022)                      | 120                | modifier les données · modifier les données |
| Saint-Martin-d'Abbat                          | 45290      | CC des Loges     | 38,97            | 1 825 (2022)                      | 47                 | modifier les données · modifier les données |
| Seichebrières                                 | 45305      | CC des Loges     | 14,84            | 220 (2022)                        | 15                 | modifier les données · modifier les données |
| Sully-la-Chapelle                             | 45314      | CC des Loges     | 26,17            | 453 (2022)                        | 17                 | modifier les données · modifier les données |
| Sury-aux-Bois                                 | 45316      | CC des Loges     | 38,00            | 775 (2022)                        | 20                 | modifier les données · modifier les données |
| Vitry-aux-Loges                               | 45346      | CC des Loges     | 44,06            | 2 212 (2022)                      | 50                 | modifier les données · modifier les données |
| Canton de Châteauneuf-sur-Loire               | 4503       |                  | 388,11           | 32 276 (2022)                     | 83                 | modifier les données                        |

## Démographie

### Démographie avant 2015
| 1962   | 1968   | 1975   | 1982   | 1990   | 1999   | 2006   | 2011   | 2012   |
| ------ | ------ | ------ | ------ | ------ | ------ | ------ | ------ | ------ |
| 11 310 | 11 883 | 13 397 | 15 151 | 16 760 | 18 566 | 20 516 | 21 760 | 21 916 |

#### Évolution démographique
En 2012, le canton comptait 21 916 habitants.
| 1962   | 1968   | 1975   | 1982   | 1990   | 1999   | 2006   | 2011   | 2012   |
| ------ | ------ | ------ | ------ | ------ | ------ | ------ | ------ | ------ |
| 11 310 | 11 883 | 13 397 | 15 151 | 16 760 | 18 566 | 20 516 | 21 760 | 21 916 |

#### Âge de la population
La pyramide des âges, à savoir la répartition par sexe et âge de la population, du canton de Châteauneuf-sur-Loire en 2009 ainsi que, comparativement, celle du département du Loiret la même année sont représentées avec les graphiques ci-dessous. La population du canton comporte 49,2 % d'hommes et 50,8 % de femmes. Elle présente en 2009 une structure par grands groupes d'âge légèrement plus jeune que celle de la France métropolitaine. Il existe en effet 118 jeunes de moins de 20 ans pour cent personnes de plus de 60 ans, soit un indice de jeunesse de 1,18, alors que pour la France cet indice est de 1,06. L'indice de jeunesse du canton est également supérieur à celui  du département (1,1) et à celui de la région (0,95).
| Hommes | Classe d’âge | Femmes |
| ------ | ------------ | ------ |
| 0,5    | 90 ans ou +  | 1,2    |
| 6,6    | 75 à 89 ans  | 9,8    |
| 12,9   | 60 à 74 ans  | 13,4   |
| 19,8   | 45 à 59 ans  | 18,4   |
| 22,3   | 30 à 44 ans  | 21,5   |
| 16,3   | 15 à 29 ans  | 15,6   |
| 21,5   | 0 à 14 ans   | 20,1   |

| Hommes | Classe d’âge | Femmes |
| ------ | ------------ | ------ |
| 0,4    | 90 ans ou +  | 1,1    |
| 6,6    | 75 à 89 ans  | 9,5    |
| 13,4   | 60 à 74 ans  | 13,9   |
| 20,1   | 45 à 59 ans  | 20,0   |
| 20,3   | 30 à 44 ans  | 19,5   |
| 19,3   | 15 à 29 ans  | 17,7   |
| 19,9   | 0 à 14 ans   | 18,2   |

### Démographie depuis 2015
En 2022, le canton comptait 32 276 habitants, en évolution de +2,64 % par rapport à 2016 (Loiret : +1,89 %, France hors Mayotte : +2,11 %).
| 2013   | 2018   | 2022   |
| ------ | ------ | ------ |
| 30 499 | 31 751 | 32 276 |